# محله هوایی پلت ولی
 محله هوایی پلت ولی (به انگلیسی: Platte Valley Airpark) یک فرودگاه همگانی بهره‌برداری هوایی با کد یاتا none است که یک باند فرود آسفالت دارد و طول باند آن ۱۲۵۰ متر است. این فرودگاه در کشور ایالات متحده آمریکا قرار دارد و در ارتفاع ۱۵۱۳ متری از سطح دریا واقع شده است.